# Teresa Palmer
Pour les articles homonymes, voir Palmer.
Teresa Palmer, née Teresa Mary Palmer, le 26 février 1986 à Adélaïde (Australie), est une actrice et mannequin australo-américaine.

## Biographie

### Jeunesse et formation
Sauf indication contraire, les informations mentionnées dans cette section peuvent être confirmées par la base de données cinématographiques IMDb,  présente dans la section « Liens externes ».
Teresa Palmer est née et a grandi à Adélaïde. Elle est le seul enfant de Kevin Palmer (investisseur) et Paula Sanders (infirmière missionnaire). Ses parents ont divorcé quand elle avait trois ans mais son père s'est remarié avec Kaaren Palmer. Teresa Palmer a deux demi-sœurs et deux demi-frères qui vivent avec son père. Elle a vécu dans un environnement plutôt modeste et vivait dans un logement social avec sa mère. Elle passait aussi du temps avec son père propriétaire d'une ferme à Adelaide Hills. Lors d'une entrevue avec le magazine Harper's Bazaar, elle a déclaré avoir reçu une éducation à la dure en raison de sa mère bipolaire.
Palmer a été étudiante au Mercedes College, une école catholique. En 2003, elle a gagné une audition pour un casting local appelé « Recherche d'une star de cinéma ». Son premier emploi intérimaire a été de se déguiser en Charlotte aux fraises le weekend pour en faire la promotion dans les centres-commerciaux d'Adélaïde. Palmer a suivi des cours de théâtre durant plusieurs années et a fait des publicités à la télévision.
En 2005, elle a travaillé dans la restauration rapide à Hungry Jack's Rundle Mall puis a été engagée par un détaillant de vêtements.
Adolescente, Teresa Palmer pensait travailler dans un service de sauvetage d'animaux et éventuellement ouvrir sa propre agence de protection des animaux. Elle a été acceptée à l'université pour étudier l'enseignement et suit des cours de journalisme. Elle espérait devenir professeur, ses matières de prédilection étant le théâtre et l'anglais. Cependant, elle abandonne l'université pour se consacrer à sa carrière d'actrice et quitte l'Australie pour venir s'installer à Los Angeles en 2007.
En 2013, elle déclare dans une interview pour GQ : « Cette transition était vraiment difficile, je ne connaissais personne ici. J'ai dû apprendre à conduire de l'autre côté de la route, faire ma lessive et prendre soin de moi, j'étais si seule, mais je suis contente d'avoir vaincu ce sentiment. J'ai beaucoup grandi et maintenant, je me rends compte qu'il m'a fallu un temps d'adaptation. Je suis heureuse d'être passée par tout ça. »

### Débuts de carrière et révélation
Les débuts de Teresa Palmer se font par hasard. Après l'obtention de son diplôme, elle reçoit un appel de son agent pour paraître dans un film d'étudiant, 2:37. Murali K. Thalluri avait vu son nom en tête de liste sur le site Internet de l'agence intérim et l'engage pour tourner dans son film. Bien accueilli par la critique, le film est présenté au Festival de Cannes 2006 dans la catégorie Un Certain Regard. À la suite de cela, Teresa Palmer est nommée aux Oscars Australien pour sa prestation très émouvante mais ne remporte pas le prix.
Teresa Palmer et Tom Sturridge ont été engagés en premier pour les rôles principaux du film de science-fiction, Jumper réalisé par Doug Liman. Seulement, à deux semaines du début du tournage, les rôles ont été remaniés et les acteurs remplacés par des têtes d'affiche. Elle a été remplacée par Rachel Bilson, l'actrice populaire de la série Newport Beach. Dévastée par ce projet avorté, Teresa Palmer rentre à Adélaïde pour quelques mois. Finalement, elle tourne son premier long-métrage hollywoodien, The Grudge 2 en 2006 et partage ainsi l'affiche avec Amber Tamblyn et Sarah Michelle Gellar.
En 2007, Teresa Palmer est choisie pour interpréter le rôle de Tori Frederking dans la comédie Une soirée d'enfer, mettant en vedette Anna Faris, Dan Fogler et Topher Grace. Situé dans les années 1980, le film a été réalisé par Michael Dowse. Il ne sort qu'en mars 2011 aux États-Unis et rencontre un flop majeur. La même année, elle n'a pas plus de chances lorsqu'elle obtient le rôle de Talia al Ghul dans le film Justice League of America, aux côtés de DJ Cotrona, Adam Brody, Anton Yelchin, Common et Megan Gale. George Miller devait diriger le film mais malheureusement le tournage a été annulé par Warner Bros en raison de gros problèmes de réécriture de script et de la grève des scénaristes américains de 2007-2008,.
Avant cela, elle seconde Daniel Radcliffe dans le film indépendant australien December Boys. Ce drame est élu meilleur film lors de la cérémonie des Australian Writers' Guild 2007. C'est en revanche, un échec commercial au box-office.

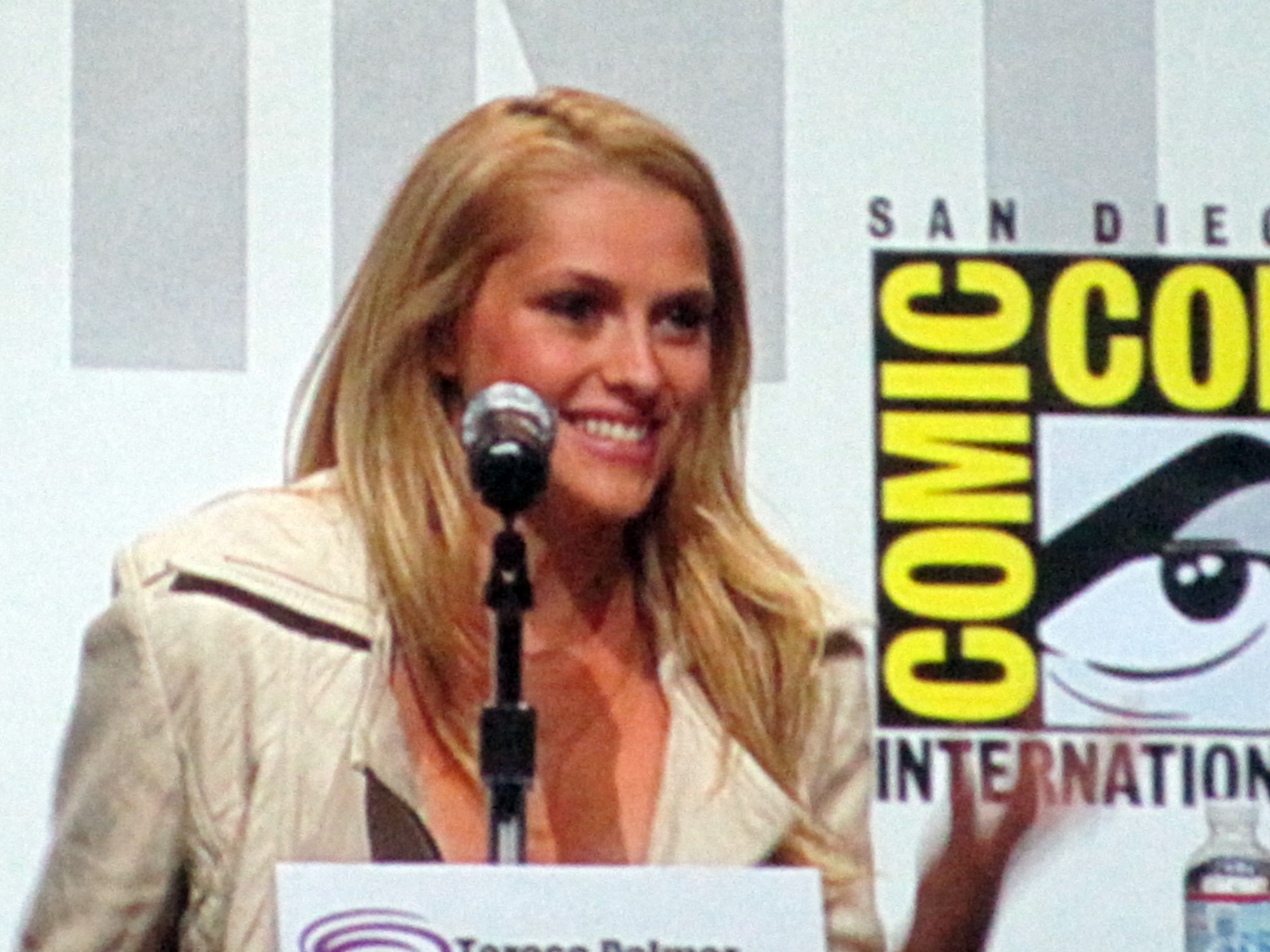
Au Wonder-Con 2010, pour la promotion de L'apprenti sorcier.

En 2008, Teresa Palmer est choisie par Adam Shankman pour jouer dans le film pour enfants estampillé Disney, Histoires enchantées. Elle y interprète une jeune héritière superficielle, Violet Nottingham, aux côtés de Guy Pearce, Courteney Cox et Russel Brand. Durant le tournage, Adam Shankman a fait tourner la mère de Teresa Palmer, Paula, ainsi que sa meilleure amie dans quelques scènes du film. Le film est un succès au box office. La même année, elle est également la vedette du thriller Soumission aux côtés de Stephen Moyer et Travis Fimmel, sorti directement en DVD.
En 2009, Palmer forme la société de production Avakea Productions avec les actrices australiennes Tahyna Tozzi et Nathalie Kelley.
En 2010, sa carrière prend un tournant important, lorsqu'elle remporte de nouveau un rôle pour jouer dans un film de Walt Disney Pictures, L'apprenti sorcier. Le film, basé sur le dessin-animé Fantasia, est réalisé par Jon Turteltaub et est produit par Jerry Bruckheimer. Elle y interprète Becky Barnes, une jeune étudiante dont le héros, Dave Stutler (Jay Baruchel), un apprenti sorcier à côté de la plaque, est amoureux depuis l'enfance. En plus de Jay Baruchel, Teresa Palmer partage l'affiche avec Nicolas Cage.

### Progression à Hollywood en demi-teinte

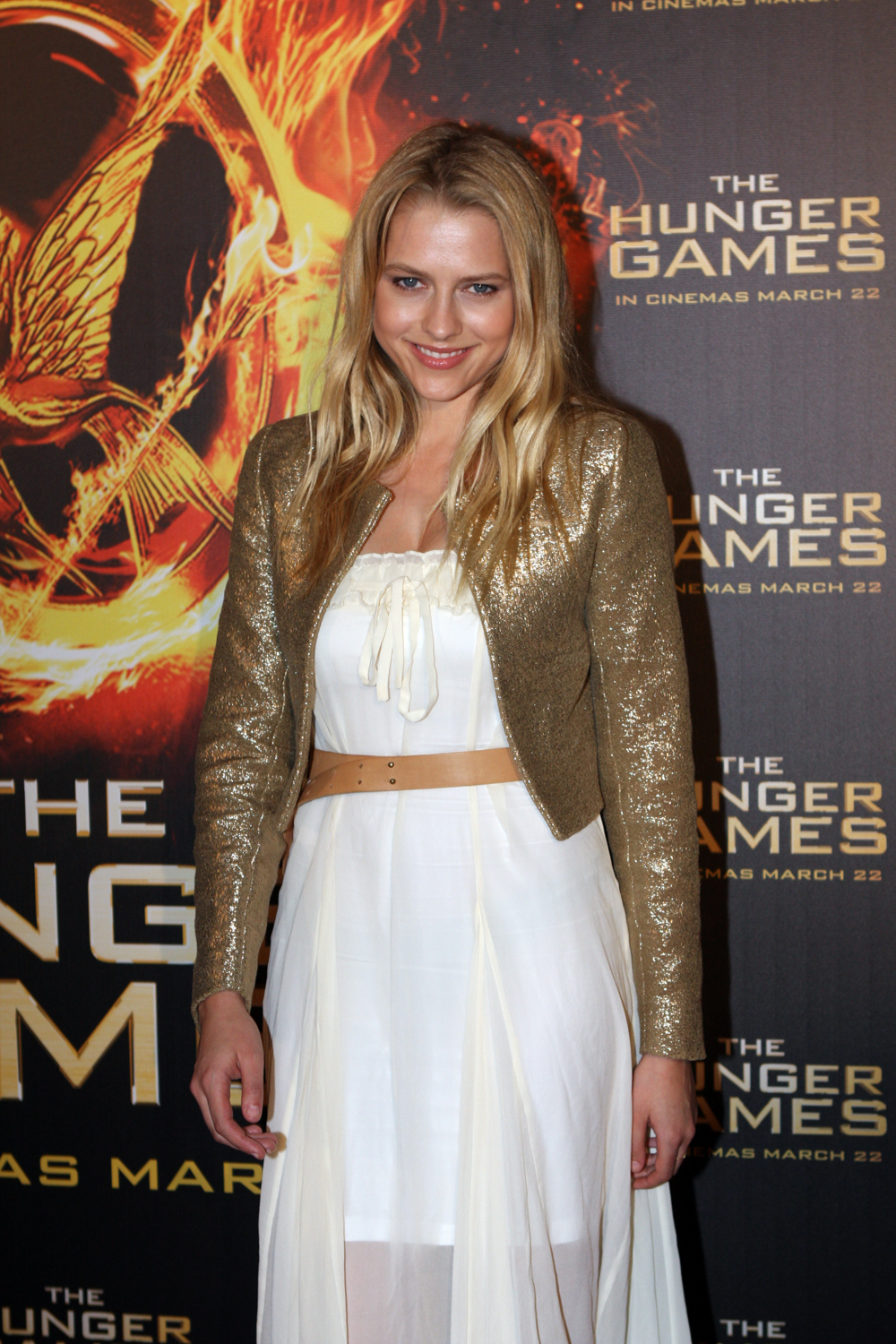
En mars 2012, à Sydney, pour l'avant-première d'Hunger Games.

En 2011, Teresa Palmer joue dans le film de science-fiction, Numéro quatre de D. J. Caruso aux côtés d'Alex Pettyfer, de Dianna Agron et de son compatriote australien, Callan McAuliffe. Elle y campe Numéro Six, l'un des neuf aliens qui se cachent sur Terre parce que leur planète d'origine a été détruite. Sa performance dans le film est très remarquée et saluée par les spectateurs et la critique. Son personnage est habile dans les arts martiaux, monte une moto Ducati et possède le don d'invisibilité. L'actrice a d'ailleurs reçu une formation très physique pour ce rôle. Le film a été adapté d'un roman qui est le premier d'une saga en six parties. Les acteurs ont signé pour trois films. Cependant, aucune suite n'est prévue car le film est un échec au moment de sa sortie.
En 2012, Teresa Palmer se rend au festival de Sundance pour y présenter le drame australien, Wish You Were Here de Kieran Darcy-Smith avec Joel Edgerton et Felicity Price. Le film raconte le voyage au Cambodge d'un groupe de quatre amis qui tourne au drame. De nouveau, elle prouve que sa palette d'actrice est large et n'a pas peur de se montrer sans artifice devant l'écran comme elle l'avait déjà fait à ses débuts dans le drame poignant qui l'a révélé, 2h37.
Entre-temps, elle passe des essais pour jouer le rôle de Gwen Stacy dans The Amazing Spider-Man mais c'est finalement Emma Stone qui lui est préférée, de même, Blake Lively est choisie afin d'incarner O dans Savages. L'année suivante, elle rate le rôle de Dr. Carol Marcus dans Star Trek Into Darkness, c'est Alice Eve qui l'obtient.

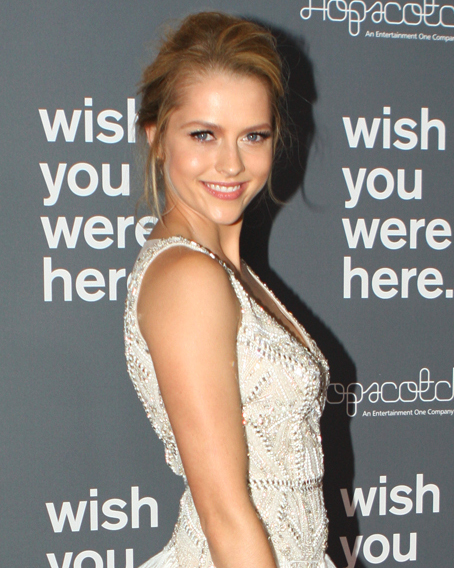
Et lors de l'avant-première australienne de Wish You Were Here, la même année.

Teresa Palmer a auditionné pour jouer dans Mad Max: Fury Road, une suite de la saga cinématographique culte avec Mel Gibson, réalisé par George Miller. Elle a été engagée mais n'a pas rejoint la distribution par la suite à cause d'un conflit d'emploi du temps. Le film s'est tourné quelques années plus tard, sans elle. En revanche, Nicholas Hoult, avec lequel elle avait passé des essais à l'époque et qu'elle retrouve en 2013 dans Warm Bodies figure, lui, au casting.
En 2013, les projets pour Teresa Palmer sont nombreux. Tout d'abord dans le film de zombies Warm Bodies réalisé par Jonathan Levine. Adaptation du roman de Isaac Marion, l'action se déroule dans un monde post-apocalyptique où R (Nicholas Hoult) se bat avec sa condition et ses états-d'âme de zombie. Cette production est globalement accueillie positivement par la critique et rentabilisée. Pour un budget d'environ 35 millions de dollars, le film remporte près de 120 millions au box-office.
En mars, Teresa Palmer est à l'affiche d'un drame sur fond de guerre du Vietnam, Love and Honor. Elle y donne la réplique à Liam Hemsworth, la star de Hunger Games. Mais le film est laminé par les critiques.
En 2014, elle retrouve Liam Hemsworth pour le thriller Cut Bank dans lequel les deux jeunes stars donnent la réplique aux vétérans Billy Bob Thornton et John Malkovich. Le film est sélectionné pour être projeté au festival international du film de Toronto 2014 dans la catégorie Contemporary World Cinema. Mais il est tièdement reçu par les critiques. Tout comme la comédie d'action Kill Me Three Times présentée elle-aussi dans la même catégorie puis lors du Festival du film de Londres qui est un échec critique.
La même année, elle rate le rôle de Kate pour Captain America : Le Soldat de l'hiver qui revient à Emily VanCamp. Elle est également un temps pressentie afin d'incarner Jessica Jones dans la série éponyme mais c'est finalement Krysten Ritter qui l'incarne. Et elle se fiance avec Mark Webber sur le tournage de The Ever After, une production indépendante dans laquelle ils incarnent un couple en conflit. Elle y occupe le premier rôle féminin et enfile aussi la casquette de scénariste et productrice.

### Seconds rôles et regain
Ses déceptions critiques l'amènent à tourner deux autres films, en l'espace de quelques mois, mais dans des rôles secondaires. Tout d'abord, Knight of Cups de Terrence Malick aux côtés d'une pléiade d'acteurs reconnus comme Christian Bale, Cate Blanchett ou encore Natalie Portman et Parts Per Billion de Brian Horiuchi avec Rosario Dawson, Josh Hartnett et Penn Badgley entre autres. Concernant l'obtention de son rôle dans le film de Terrence Malick, elle raconte : « Je n'ai pas eu le rôle pour lequel j'ai initialement auditionné mais ils ont créé un autre rôle pour moi. Il a été totalement improvisé. Aucun script, aucune idée de ce que le personnage était, de ce que j'allais porter ou de son nom. Nous avons juste commencé à tourner. ». Knight of Cups est sélectionné pour être projeté en compétition à la Berlinale 2015. Il a été aussi présenté en avant-première à l'occasion du 41e festival de Deauville.
En septembre 2015, Teresa Palmer obtient le premier rôle féminin dans le cinquième long métrage signé Mel Gibson Hacksaw Ridge. Elle a pour partenaire Andrew Garfield, Hugo Weaving et Sam Worthington. L'histoire raconte comment un soldat pacifiste a sauvé plusieurs vies humaines lors de la bataille d'Okinawa, pendant la Seconde Guerre mondiale. Elle a tout de suite été touchée par le personnage et l'explique :

« Mes grands-parents ont tous les deux servi pendant la Seconde Guerre mondiale, mon grand-père était pompier et ma grand-mère transmettait des codes en Morse. Je me souviens les avoir écoutés me raconter leur rencontre, et le scénario m’a rappelé ces histoires qui ont bercé mon enfance. »

Le film est présenté hors compétition lors de la Mostra de Venise 2016. Nommé dans six catégories pour les Oscars en 2017, dont meilleur film, meilleur réalisateur et meilleur acteur, le film remporte deux récompenses : l'Oscar du meilleur mixage de son et celui du meilleur montage.
En 2016 elle renoue avec le registre de l'horreur pour le rôle de Rebecca dans le film Dans le noir. Cette production dont elle est la tête d'affiche et notamment produite par James Wan. C'est un succès commercial et critiques, elle rapporte 148 868 835 dollars de recettes mondiales et reçoit des critiques favorables,,. La même année, elle joue dans Point Break, remake très mal reçu du film culte du même nom de Kathryn Bigelow. Elle est aussi la femme de Casey Affleck dans le film policier Triple 9 et elle participe à Message from the King porté par la prestation de Chadwick Boseman.

### Retour au premier plan et télévision
En 2017, elle renoue avec les hauteurs de la critique grâce à des productions australiennes. Le film de science-fiction 2:22.dans lequel elle partage la vedette aux côtés de Michiel Huisman mais surtout le film dramatique dont elle est la tête d'affiche Berlin Syndrome qui est très favorablement accueilli par les critiques.
En 2018, elle fait sa première incursion dans le milieu de la télévision en acceptant un rôle dans la série télévisée fantastique A Discovery of Witches,. Il s'agit d'une série télévisée britannique adaptée du roman éponyme de Deborah Harkness, et diffusée sur la chaîne Sky One. Elle y incarne l'héroïne principale, la sorcière et historienne, Diana Bishop. La première saison comporte huit épisodes retraçant fidèlement le premier livre. Le programme rencontre un véritable succès et Sky One renouvelle la série pour une deuxième et troisième saison. Le schéma narratif des saisons 2 et 3 sera le même, toutes deux comportant comme la première saison huit épisodes.
En 2019, elle séduit dans le film biographique Ride Like a Girl dans lequel elle partage l'affiche aux côtés de Sam Neill et l'acteur handicapé Stevie Payne,. Le film suit le parcours de Michelle Payne, la première femme cavalier professionnel à remporter la Melbourne Cup. Ce rôle lui vaut sa troisième citation pour l'AACTA Award de la meilleure actrice.

## Vie privée
Elle est souvent confondue avec l'actrice Kristen Stewart,.
Teresa Palmer est en couple depuis septembre 2012 avec l'acteur américain Mark Webber. Leur romance a commencé sur Twitter, dans une interview la jeune femme expliquera : « En fait, c'est réellement embarrassant, je l'ai rencontré après avoir vu la bande-annonce de son film End of Love, et réalisé que nous avions tant en commun ». Ils se fiancent en août 2013 et se marient le 21 décembre 2013 au Mexique.
Ensemble ils ont un enfant né le 17 février 2014, Bodhi Rain.
Le 27 mai 2016, ils annoncent attendre leur second enfant. Le 12 décembre 2016, elle met au monde leur second fils, Forest Sage.
En octobre 2018, elle annonce sa troisième grossesse. Le 12 avril 2019, elle met au monde leur fille, Poet Lake.
En février 2021, elle annonce sa quatrième grossesse. Le 17 août 2021, elle met au monde leur seconde fille, Prairie Moon.

## Filmographie

### Cinéma

#### Longs métrages
- 2005 : Wolf Creek de Greg McLean : Une femme à la soirée
- 2006 : 2h37 (2:37) de Murali K. Thalluri : Melody
- 2006 : The Grudge 2 de Takashi Shimizu : Vanessa
- 2007 : December Boys de Rod Hardy : Lucy
- 2008 : Histoires enchantées (Bedtime Stories) de Adam Shankman : Violet Nottingham
- 2008 : Soumission de David Denneen : Dale
- 2010 : L'Apprenti sorcier (The Sorcerer's Apprentice) de Jon Turteltaub : Becky Barnes
- 2011 : Numéro quatre (I Am Number Four) de D. J. Caruso : Numéro 6
- 2011 : Une soirée d'enfer (Take Me Home Tonight) de Michael Dowse : Tori Frederking
- 2012 : Wish You Were Here de Kieran Darcy-Smith : Steph McKinney
- 2013 : Warm Bodies de Jonathan Levine : Julie
- 2013 : Amour et Honneur (Love and Honor) de Danny Mooney : Candace
- 2014 : Parts Per Billion de Brian Horiuchi : Anna
- 2014 : Hell Town (Cut Bank) de Matt Shakman : Cassandra Steeley
- 2014 : Kill Me Three Times de Kriv Stenders : Lucie
- 2014 : The Ever After de Mark Webber : Ava (également productrice et scénariste)
- 2015 : Knight of Cups de Terrence Malick : Karen
- 2015 : Point Break d'Ericson Core : Samsara
- 2016 : Un choix (The Choice) de Ross Katz : Gabby Holland
- 2016 : Triple 9 de John Hillcoat : Michelle Allen
- 2016 : Dans le noir (Lights Out) de David F. Sandberg : Rebecca
- 2016 : Tu ne tueras point (Hacksaw Ridge) de Mel Gibson : Dorothy Schutte
- 2016 : Message from the King de Fabrice Du Welz : Kelly
- 2017 : Berlin Syndrome de Cate Shortland : Clare Havel
- 2017 : 2:22 de Paul Currie : Sarah Barton
- 2019 : La Victoire à tout prix (Ride Like a Girl) de Rachel Griffiths : Michelle Payne
- 2024 : The Fall Guy de David Leitch : Iggy Starr

#### Courts métrages
- 2012 : Bear de Nash Edgerton : Emelie
- 2012 : Quirky Girl de Alex Fernie : Claire
- 2016 : Too Legit de Frankie Shaw : Kimmie
- 2016 : Lights Out de Josh Oreck : Rebecca

### Télévision

#### Séries télévisées
- 2018 - 2022 : A Discovery of Witches : Diana Bishop
- 2023 : The Clearing : Freya Heywood

### Clip
- 2010 : Half Mast (Slight Return) d'Empire of the Sun

## Voix françaises
| - Marie-Eugénie Maréchal dans : - L'Apprenti Sorcier - Numéro Quatre - Warm Bodies - Kill Me Three Times - Knight of Cups - Tu ne tueras point - Message from the King - The Fall Guy - Karine Foviau dans : - The Grudge 2 - Dans le noir | Et aussi - Julie Basecqz (Belgique) dans 2h37 - Anouck Hautbois dans Histoires enchantées - Marcha van Boven (Belgique) dans Une soirée d'enfer - Alice Taurand dans Point Break - Marie Tirmont dans Triple 9 - Héléna Coppejeans (Belgique) dans A Discovery of Witches (série télévisée) |

## Divers
Sauf indication contraire ou complémentaire, les informations mentionnées dans cette section proviennent de la base de données IMDb.
- 2009 : Égérie de la marque de bijoux australienne Jan Logan
- 2009 : Égérie de la marque de cosmétique naturels bio Jurlique
- 2009 : Égérie du grand magasin australien Just Jeans
- 2010 : Apparition dans le clip vidéo de la chanson Half Mast (Slight Return) du groupe australien Empire of the Sun.
- 2011 : Apparition du casting de Take Me Home Tonight dont Teresa fait partie dans le clip vidéo de la chanson Don't You Want Me reprise par le groupe Atomic Tom
- 2011 : Apparition dans un court-métrage pour le site Funny or Die en compagnie de Aaron Paul
- 2012-2013 : Égérie de la marque de cosmétiques Artistry[38]

## Distinctions
Sauf indication contraire ou complémentaire, les informations mentionnées dans cette section proviennent de la base de données IMDb.

### Récompenses
- Maui Film Festival 2015 : Rising Star Award[3]

### Nominations
- Australian Film Institute Award 2006 : meilleure actrice pour 2h37[40].
- Film Critics Circle of Australia 2013 : meilleure actrice dans un second rôle pour Wish You Were Here
- Australian Academy of Cinema and Television Arts Awards 2016 : meilleure actrice dans un second rôle pour Tu ne tueras point
- BloodGuts UK Horror Awards 2016 : meilleure actrice pour Dans le noir
- Australian Academy of Cinema and Television Arts Awards 2017 : meilleure actrice pour Berlin Syndrome
- Australian Film Critics Association 2017 : meilleure actrice pour Tu ne tueras point
- Australian Film Critics Association 2018 : meilleure actrice pour Berlin Syndrome
- Film Critics Circle of Australia 2018 : meilleure actrice pour Berlin Syndrome
- Australian Academy of Cinema and Television Arts Awards 2019 : meilleure actrice pour Ride Like a Girl
- Australian Film Critics Association 2020 : meilleure actrice pour Ride Like a Girl